# شعيريات حارة
شعيريات حارة (الاسم العلمي: Thermothrix) هي جنس من البكتيريا، سلبية الغرام، تتبع فصيلة البيركهولدرات.